# Ernušti
Ernušti (Ernušti Čakovečki, Ernust od Čakovca, mađ. Ernusth de Csáktornya), hrvatska plemićka obitelj židovskog podrijetla, koja je preko Ugarske došla u Hrvatsku iz Švedske, a dosegla je svoj vrhunac tijekom 15. i 16. stoljeća.

## Obiteljska povijest
Ernušti su u doba početka vladavine mladog hrvatsko-ugarskog kralja Matije Korvina (vladao 1458. – 1490.) bili budimska veletrgovačka i bankarska obitelj. Ivan I. Ernušt, zvan „Hampo“, postao je kraljev stalni bankar i unosnim poslovima povećavao svoje bogatstvo. Za svoje bankarske usluge stekao je mnoge titule i imanja, koja je ili kupio ili dobio od kralja u zalog. Dana 20. studenog 1473. imenovan je slavonskim banom, istodobno došavši u posjed međimurskog vlastelinstva sa sjedištem u Čakovcu, zbog čega je dobio pridjevak „čakovečki“. 
Ivana I. su nakon njegove smrti 3. ožujka 1476. godine naslijedili sinovi Ivan II. i Sigismund. Oni su stekli nove posjede, pa im je tako, na primjer, 1477. godine kralj Matija darovao imanje Đurđevac. Dok je Sigismund postao pečuški biskup (1475. – 1505.), Ivan II. je ostao na očevom posjedu u Međimurju, postavši 1508. godine, zajedno s Jurjem Kaniškim, hrvatskim banom. Umro je 1519. godine, a naslijedio ga je sin Franjo. 
Franjo Ernušt je osim Međimurja posjedovao Koprivnicu, Virje, Molve i Đurđevac. Sudjelovao je u, za hrvatski narod tragičnoj, bitki na Mohačkom polju 29. kolovoza 1526. godine, kojom prigodom je poginuo. Iza njega su ostala dva sina, Ivan III. i Gašpar. Prvi je umro 1537. godine bez potomaka, dok se potonji oženio Anom, kćeri hrvatskog bana Petra Keglevića.
Gašpar Ernušt je, kao i njegovi preci, sudjelovao sa svojim banderijem u mnogim bitkama i vojnim pohodima protiv Turaka, od kojih su neki ostali zabilježeni u povijesnim spisima. U jednom takvom pohodu godine 1537. u istočnu Slavoniju, u kojem je sudjelovalo oko 24.000 vojnika, kršćanske su snage doživjele neuspjeh i veliki broj ljudi je poginuo. Sve jače nadiranje Osmanlija dovelo je do masovnog bijega stanovništva iz Slavonije, koji se jednim dijelom odvijao prelaskom preko Međimurja. Gašpar je za pomoć izbjeglicama dao izgraditi „brodove“ (skele) na Dravi i Muri koji su prebacivali te nesretne ljude u jugozapadnu Ugarsku.
Budući da Gašpar Ernušt u svom braku nije imao djece, njegovom je naglom i nenadanom smrću 1540. godine (prema nekim izvorima 1541.) izumrla ta plemićka obitelj. Njegova udovica htjela je Međimurje zadržati za sebe, te je čakovečku utvrdu sa svojim postrojbama zaposjeo njen otac Petar Keglević. Kralj Ferdinand I. Habsburški to nije dozvolio, pa su, nakon višegodišnjih napetosti i oružanog otpora, Keglevići silom istjerani iz Čakovca. To je u ime kralja učinio Nikola Šubić Zrinski, budući vlasnik Međimurja.
Najpoznatiji članovi obitelji bili su:
- Ivan I., umro 1476., hrvatski ban (1473-1476.)
- Ivan II., umro 1519., hrvatski ban (1508-1509.)
- Sigismund, umro 1505., pečuški biskup (1474-1505.)
- Franjo, poginuo na Mohačkom polju 1526.
- Ivan III., umro 1537.
- Gašpar, umro 1540.

## Vanjske poveznice
- Ivan Ernušt Hampo postaje gospodar Međimurja
- Ernušti - vlasnici čakovečke utvrde  Arhivirana inačica izvorne stranice od 17. ožujka 2011. (Wayback Machine)
- Sigismund Ernušt izgradio Stari grad Đurđevac  Arhivirana inačica izvorne stranice od 21. ožujka 2011. (Wayback Machine)